# Władysław Wierzbowski
Władysław Wierzbowski herbu Jastrzębiec (ur. 1612, zm. 1657) – kasztelan inowłodzki, kasztelan inowrocławski, wojewoda brzeskokujawski.

## Rodzina
Pochodził z rodziny szlacheckiej pieczętującej się herbem Jastrzębiec. Ojciec jego Mikołaj Wierzbowski pełnił urząd kasztelana inowrocławskiego. Matka Urszula, była córką Stefana Grudzińskiego, kasztelana nakielskiego.
Do rodzeństwa należeli: Hieronim, kasztelan i wojewoda sieradzki, wojewoda brzeskokujawski; Stefan, arcybiskup nominat gnieźnieński; Wojciech; Zygmunt i Anna.
Poślubił Gryzeldę Żalińską, córkę Samuela, wojewody malborskiego. Z małżeństwa urodziło się trzech synów i trzy córki.
Do synów należeli: Jędrzej, Ludwik, chorąży łęczycki, Mikołaj, kasztelan kowalski. Córki Władysława: Domicella, późniejsza żona Stanisława Warszyckiego, kasztelana krakowskiego; Eleonora żona Mniewskiego oraz Zofia Teresa żyjąca w latach (1640-1756), po mężu Ossolińska. Została ona żoną Jakuba Ossolińskiego (zm. 1713). Dożyła 116 lat, była matką Zofii Ossolińskiej (1660-1756).

## Pełnione urzędy
Początkowo pełnił urząd starosty szadkowskiego, bobrownickiego i dybowskiego. Od 1651 roku piastował stanowisko kasztelana inowrocławskiego, następnie inowłodzkiego. W latach 1655–1657 pełnił urząd wojewody brzeskokujawskiego. Jako pułkownik odznaczył się w walkach z Tatarami i Kozakami. Dowodził w bitwie pod Beresteczkiem w 1651 roku, przyczyniając się do zwycięstwa Polaków. Zmarł w wieku 45 lat podczas oblężenia Warszawy w 1657 roku.